# Tweepaardenspel
Het Tweepaardenspel in de nahand ook bekend als het Pruisisch  is een opening van een schaakpartij, met de beginzetten 1. e4, e5 2. Pf3, Pc6 3. Lc4, Pf6. De opening vindt zijn oorsprong in de late 16e eeuw en is geanalyseerd door Giulio Polerio. In de 19e eeuw werd deze opening veel geanalyseerd. De derde zet van zwart is agressiever dan de Italiaanse opening die zou ontstaan na 3. ..., Lc5. Door David Bronstein werd verklaard dat de naam "Chigorin Tegenaanval" een betere benaming zou zijn voor deze opening.
Veel agressieve spelers hebben met zwart deze opening gespeeld, waaronder Michail Tsjigorin, Paul Keres, en de voormalig wereldkampioenen Mikhail Tal en Boris Spassky.
De ECO-codes die bij deze opening horen zijn C55-C59. De opening behoort tot de open spelen.